# Прескотт-Валли
Прескотт-Валли (англ. Prescott Valley) — город в округе Явапай в штате Аризона США. По данным переписи населения США 2020 года, численность населения составляла 46 785 человек.

## Население
| 2010[…] | 2020    |
| ------- | ------- |
| 38 822  | ↗46 785 |